# Solighetto
Solighetto (Suighet in veneto) è una frazione del comune di Pieve di Soligo, in provincia di Treviso.

## Monumenti e luoghi d'interesse

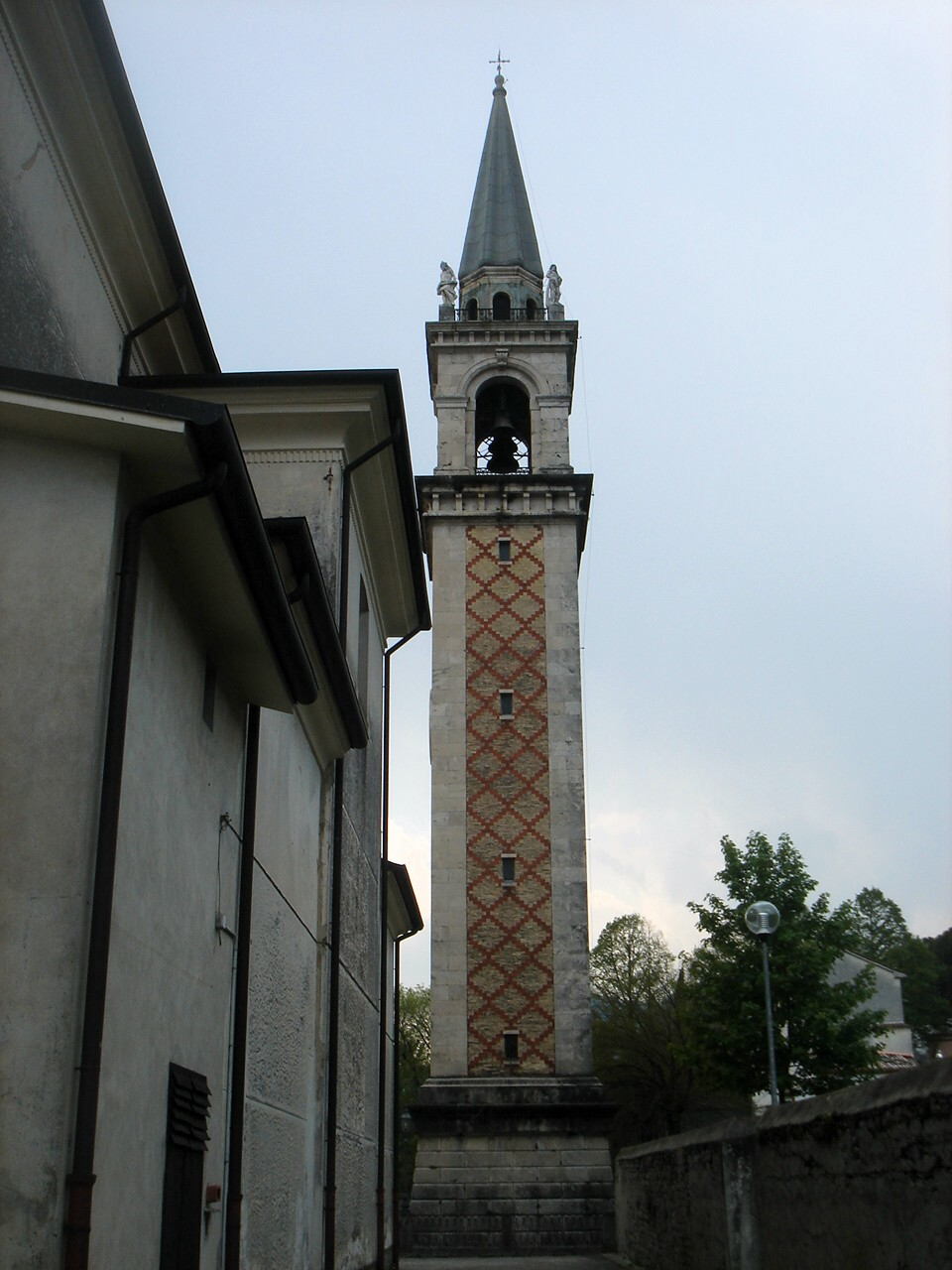
Il campanile

Paese raccolto intorno al vecchio nucleo di piazza Libertà e attraversata dal fiume Soligo, Solighetto vanta alcuni luoghi di interesse storico e paesaggistico degni di nota.

### Chiesa parrocchiale
La parrocchiale di Solighetto è un edificio del XIX secolo voluto da Gerolamo Brandolini Rota e consacrato all'Immacolata Concezione, costruito in luogo di una chiesa preesistente dedicata a Sant'Andrea.
La facciata a capanna è in stile neoclassico, con grande timpano dentellato poggiante su una spessa architrave, dalla quale partono quattro lunghe lesene di ordine corinzio; si giunge all'ingresso, costituito da un portale rettangolare, attraverso una scalinata collegata alla piazza, dove, oltre ad un alto campanile, è presente una fontana.
L'interno della chiesa va segnalato per un'opera di Giovanni De Min, Proclamazione del dogma dell'Immacolata Concezione, posta sul soffitto dell'unica navata.

### Villa Brandolini d'Adda

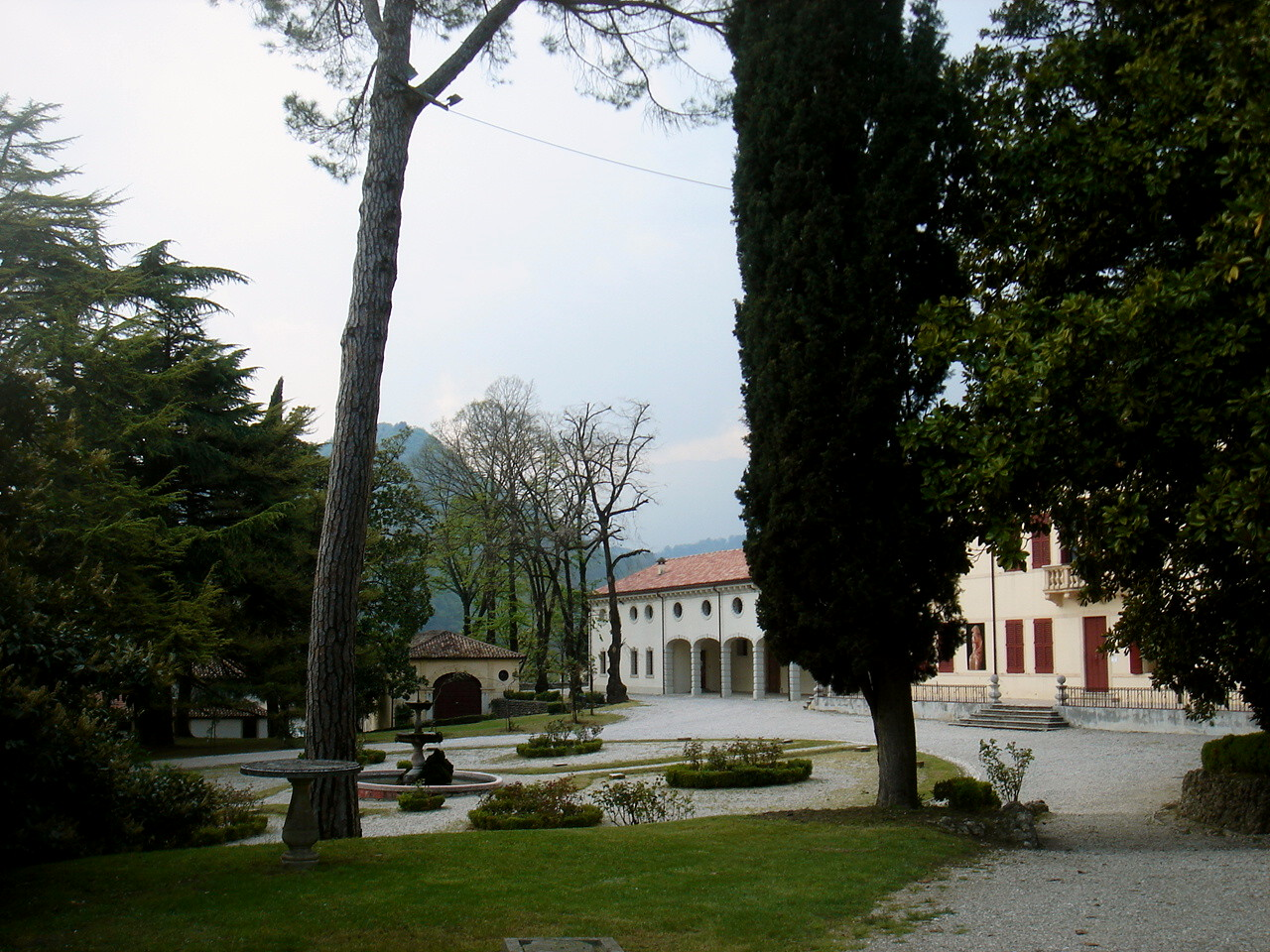
Villa Brandolini

Oltre che dalla chiesa, il centro storico è segnato da un'altra architettura di grande rilievo: si tratta di una villa veneta del XVIII secolo, circondata da un ampio giardino, attualmente importante centro culturale del paese.

### Giardino Salomon
Il Giardino Salomon è un parco di Solighetto, un tempo museo all'aperto di sculture di Toni Benetton, nato da un'iniziativa promossa da alcuni grandi intellettuali veneti nel XX secolo.

## Economia
L'economia di Solighetto è indissolubilmente legata all'agricoltura, essendo quest'area perlopiù coltivata a viti, rientrando in una zona famosa per la produzione del vino Prosecco. È inoltre sede del Consorzio per la tutela del Prosecco D.O.C.G.
Non manca, di conseguenza, la presenza di attività di tipo agrituristico.
Tuttavia, nel secondo Novecento, ai margini dell'abitato, si è sviluppata anche qualche attività di tipo industriale.